# Ruby Franke
Ruby Franke (* 1982 in Utah als Ruby Griffiths) ist eine ehemalige US-amerikanische Familien-Vloggerin und wurde wegen Kindesmisshandlung verurteilt. Sie betrieb den inzwischen eingestellten YouTube-Kanal 8 Passengers. Am 30. August 2023 wurden Franke und Jodi Hildebrandt in Washington County, Utah, verhaftet und wegen sechsfacher schwerer Misshandlung an zwei von Frankes Kindern angeklagt. Franke bekannte sich schließlich in vier Anklagepunkten schuldig und wurde am 20. Februar 2024 zu einer Gefängnisstrafe zwischen vier und dreißig Jahren verurteilt.

## Karriere
Anfang 2015 erstellte Franke einen YouTube-Kanal namens 8 Passengers, auf dem sie ihr Familienleben als Mormonen mit ihrem Ehemann Kevin und ihren sechs Kindern in Utah dokumentierte. Ursprünglich postete sie fünf Tage die Woche um 6:00 Uhr. Im Juni 2020 hatte der Kanal rund 2,5 Millionen Abonnenten.
2020, als eines der Kinder von Franke, ein 15-jähriger Junge, sagte, er sei aus seinem Zimmer verbannt worden und müsse sieben Monate lang auf einem Sitzsack schlafen, machten sich die Zuschauer Sorgen über die Disziplinarmethoden seiner Mutter. Bei einer anderen Gelegenheit wurde ihre jüngste Tochter ohne Lunchpaket zur Schule geschickt, weil Ruby glaubte, ihre sechsjährige Tochter sei alt genug, um ihr Mittagessen zuzubereiten und dafür verantwortlich zu sein. Als die Schule sie deswegen beunruhigt kontaktierte, weigerte sie sich, ihrer Tochter ein Mittagessen mitzubringen. Auf Change.org wurde eine Petition gestartet, die über wahrgenommenen Kindesmissbrauch und Vernachlässigung berichtete. Die Eltern der Frankes verteidigten die Disziplinarmaßnahmen und sagten, die Vorfälle seien aus dem Kontext gerissen worden.
Im Jahr 2022 trennten sich das Ehepaar, und Kevin zog aus. Nachdem ihr YouTube-Kanal im selben Jahr gesperrt wurde, begann Ruby als Mental Coach bei ConneXions zu arbeiten, einem Unternehmen der Beraterin Jodi Hildebrandt. Gemeinsam starteten sie 2022 einen neuen Videokanal namens ConneXions und einen gemeinsamen Instagram-Account namens Moms of Truth, der Elternkurse anbot. Nachbarn und die älteste Tochter der Frankes, Shari, eine Studentin, riefen die Behörden an, um nach den Geschwistern der Frankes zu sehen, nachdem sie bemerkt hatten, dass ihre Mutter die Kinder oft allein zu Hause ließ.

## Festnahme und Anklage
Am 30. August 2023 wurden Ruby Franke und Hildebrandt in Ivins, Utah, verhaftet und zwei Tage später wegen sechsfacher schwerer Kindesmisshandlung angeklagt. Laut einer Erklärung des Santa Clara-Ivins Public Safety Department erfolgten die Verhaftungen, nachdem Frankes zwölfjähriger Sohn, der abgemagert wirkte und „offene Wunden und Klebeband um die Extremitäten“ hatte, durch ein Fenster von Hildebrandts Haus geflohen war und in einem Nachbarhaus um Essen und Wasser gebeten hatte. Rettungskräfte fanden Frankes zehnjährige Tochter im Haus, ebenfalls unterernährt; beide Kinder wurden in ein Krankenhaus gebracht, wo der Junge wegen schwerer Unterernährung und „tiefer Schnittwunden durch das Fesseln mit einem Seil“ behandelt wurde. Bei einer Durchsuchung des Hauses wurden Spuren gefunden, die „mit den Markierungen“ des Zwölfjährigen übereinstimmten. Daraufhin nahm das Utah Department of Child and Family Services den Jungen und das Mädchen sowie zwei weitere von Frankes Kindern in Obhut. Später berichtete die Polizei, dass nach Aussage des Jungen Cayennepfeffer und Honig zum Verbinden seiner Wunden verwendet worden seien.
Ruby Franke und Hildebrandt wurden ohne Kaution festgehalten. Hildebrandt gab ihre Zulassung als Beraterin bis zur Beilegung des Gerichtsverfahrens und einer Disziplinaruntersuchung ab. Nach ihrer Verhaftung sperrte YouTube Franke von der Plattform und sperrte auch zwei mit ihr verbundene Kanäle.
Am 18. Dezember 2023 bekannte sich Franke in vier Fällen schwerer Kindesmisshandlung schuldig. Später plädierte sie in zwei weiteren Anklagepunkten auf nicht schuldig. Als Tatbestandsaufnahme wurde ein Vorfall erwähnt, bei dem Franke ihren Sohn gezwungen hatte, mehrere Wochen lang ohne ausreichenden Schutz im Freien zu arbeiten, was zu schweren Sonnenbränden führte, und Behauptungen, die Kinder seien besessen gewesen. Franke erklärte sich bereit, eine Gefängnisstrafe zu verbüßen und ihre jeweiligen Strafen nacheinander und nicht gleichzeitig abzusitzen. Es wurde erwartet, dass Franke in Hildebrandts bevorstehendem Prozess gegen diesen aussagte, doch Hildebrandt bekannte sich am 27. Dezember separat in vier Fällen schwerer Kindesmisshandlung schuldig, wobei zwei Anklagepunkte im Rahmen eines weiteren Deals fallen gelassen wurden. Am 20. Februar 2024 wurde Franke zu vier aufeinanderfolgenden Haftstrafen zwischen einem und fünfzehn Jahren verurteilt, was bedeutet, dass sie eine Mindeststrafe von vier Jahren verbüßen muss. Obwohl die Höchststrafe für alle Urteile 60 Jahre betragen würde, schreibt das Utah Code vor, dass die Haftzeit eines Angeklagten bei aufeinanderfolgenden Strafen 30 Jahre nicht überschreiten darf, außer bei lebenslanger Haft oder Todesstrafe. Im Rahmen des unbestimmten Strafmaßes in Utah wird die genaue Haftdauer vom Utah Board of Pardons and Parole festgelegt.

## Biografie

### Religion

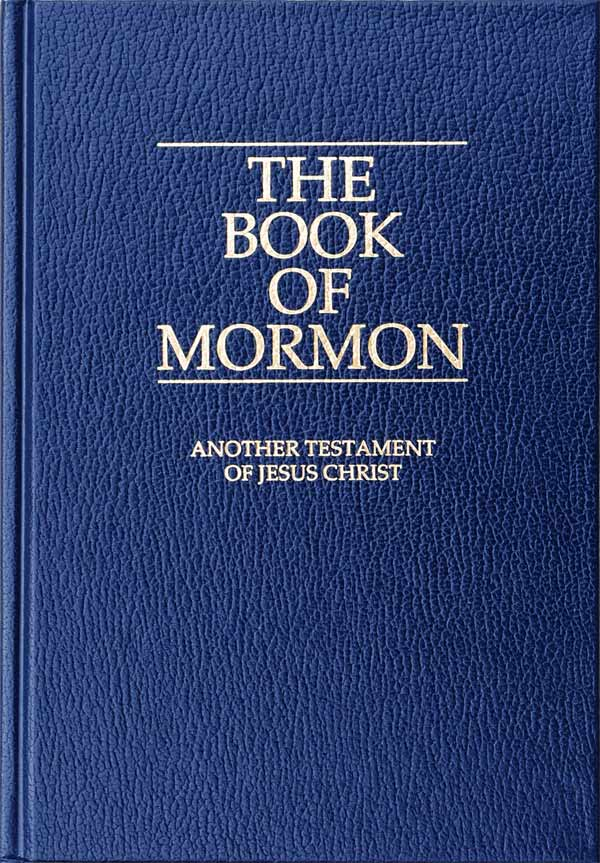
Das Buch Mormon, religiöser Text der Bewegung der Heiligen der Letzten Tage

Die Frankes sind Mitglieder der Kirche Jesu Christi der Heiligen der Letzten Tage. Ruby und Jodi Hildebrandt glaubten beide, dass der Missbrauch, den sie an Menschen verübten, aufgrund ihres religiösen Glaubens gerechtfertigt sei. Beide behaupteten, der Missbrauch diene dazu, Kindern beizubringen, wie sie ihre Sünden richtig bereuen und das Böse aus ihrem Körper austreiben können. In einem aufgezeichneten Telefongespräch von Jodi Hildebrandt vergleicht sie sich mit einer biblischen Märtyrerin und sagt, dass sie zu Unrecht ins Gefängnis kommen werde, da sie sich der Macht ihres Beispiels bewusst sei. Auch ein Tagebuch von Ruby wurde gefunden. Darin wurde enthüllt, dass sie Verbindungen zu hochrangigen Mitgliedern der Kirche Jesu Christi der Heiligen der Letzten Tage hatte.

### Familie
Frankes drei Schwestern sind ebenfalls Familien-Vlogger. Sie distanzierten sich in einer gemeinsamen Erklärung und später in einzelnen Videos von ihren Aktionen.
Im November 2023, nachdem das Paar über ein Jahr lang getrennt gelebt hatte, reichte Kevin Franke die Scheidung ein. Kevin verklagte Hildebrandt später wegen des Missbrauchs seiner Kinder. Die Scheidung wurde am 20. März 2025 vollzogen.

## Darstellung in den Medien
Frankes Fall wurde 2024 im Lifetime-Film „Mormon Mom Gone Wrong: The Ruby Franke Story“ als Teil der „Ripped from the Headlines“-Reihe behandelt, in dem Emilie Ullerup als Ruby Franke und Heather Locklear als Jodi Hildebrandt die Hauptrollen spielten. Der Film wurde nach der Ankündigung von Frankes Kindern negativ aufgenommen. Frankes älteste Tochter Shari erklärte, dass sie nicht über den Film informiert worden seien, dass die betroffenen jüngeren Geschwister keinen Erlös aus dem Film erhalten würden und dass die Veröffentlichung des Films die Opfer nur noch mehr verletzen würde, als sie ohnehin schon verletzt wurden.
Am 7. Januar 2025 veröffentlichte Shari Franke ihre Memoiren mit dem Titel „Das Haus meiner Mutter: Die Suche einer Tochter nach Freiheit“, in denen sie ihre Erfahrungen als Frankes älteste Tochter schilderte.
Hulu veröffentlichte eine Dokuserie mit dem Titel „Devil in the Family: The Fall of Ruby Franke“, die am 27. Februar 2025 Premiere hatte. Frankes Ex-Mann und seine beiden ältesten Kinder waren an der Produktion der Serie beteiligt.